# Mistrzostwa Islandii w Skokach Narciarskich i Kombinacji Norweskiej 1938
Mistrzostwa Islandii w Skokach Narciarskich i Kombinacji Norweskiej 1938 – zawody, które wyłoniły najlepszych skoczków narciarskich i kombinatorów norweskich w Islandii w roku 1938. Rozegrano zawody jedynie w kategorii seniorów.
Zwycięzcą zawodów w skokach narciarskich został Ketill Ólafsson. W kombinacji norweskiej zwyciężył zaś Jón Stefánsson. Turniej w skokach narciarskich rozegrano na skoczni w Siglufjörður.